# Philothermus semistriatus
Philothermus semistriatus là một loài bọ cánh cứng trong họ Cerylonidae. Loài này được Perris miêu tả khoa học năm 1865.